# 901

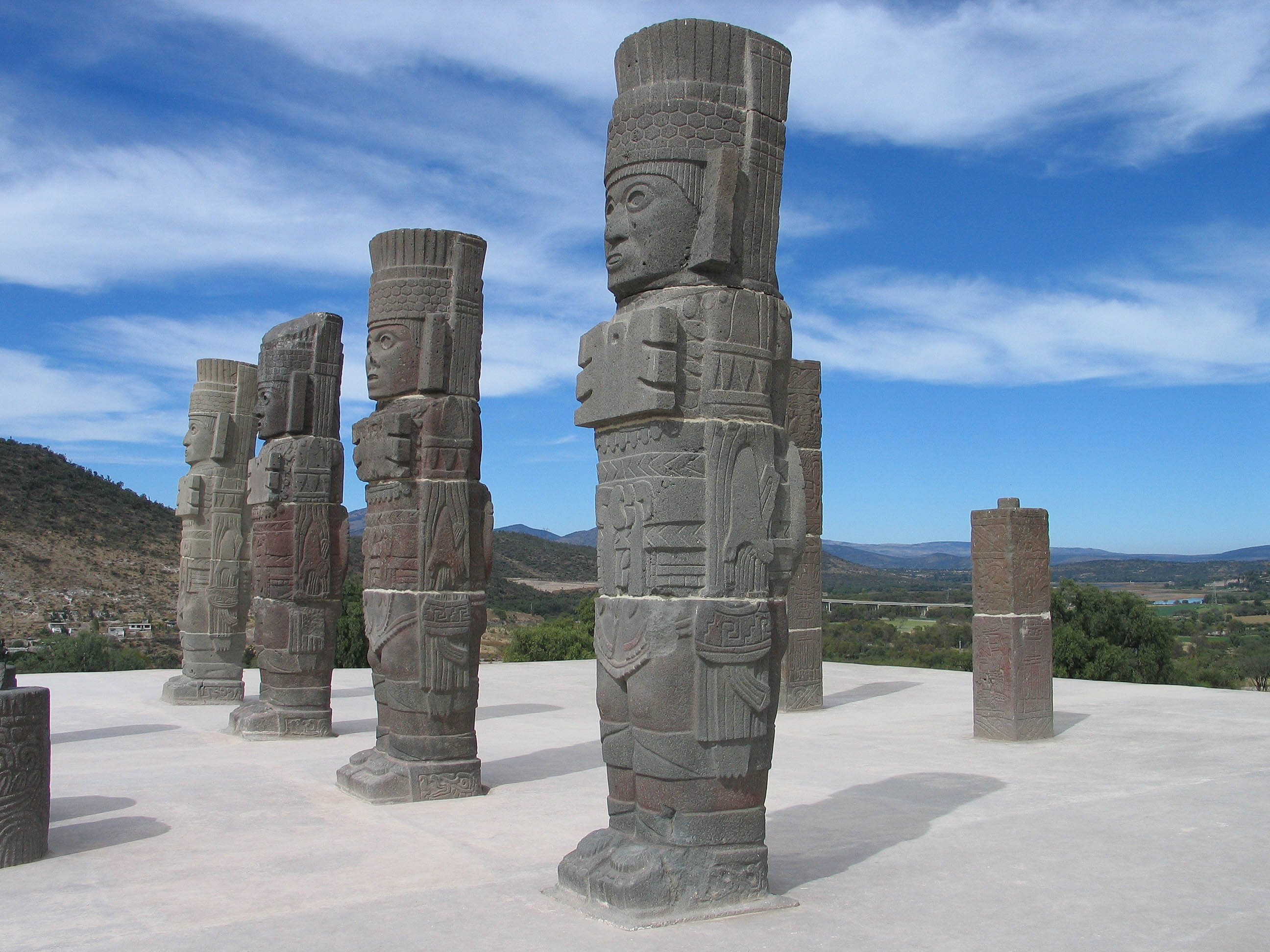
Standbeelden van Tolteekse soldaten.

Het jaar 901 is het 1e jaar in de 10e eeuw volgens de christelijke jaartelling.

## Gebeurtenissen

### Europa
- Voorjaar - Koning Lodewijk III ("de Blinde") wordt in Rome door paus Benedictus IV tot keizer van het Heilige Roomse Rijk gekroond. Koning Berengarius I (voormalig heerser van Italië) zoekt zijn toevlucht in Beieren aan het hof van koning Lodewijk IV ("het Kind").
- Brixen wordt gesticht, en is daarmee de oudste stad van Tirol.

### Arabische Rijk
- 18 februari - Thabit ibn Qurra, een Aramese wiskundige, overlijdt in Bagdad na vele jaren als astronoom aan het hof van het kalifaat van de Abbasiden werkzaam te zijn geweest. Hij vertaalt vele Griekse werken van onder andere Archimedes en Ptolemaeus in het Arabisch.

### Japan
- Sugawara no Michizane, Japanse mede-regent en dichter, wordt valselijk beschuldigd van een samenzwering tegen keizer Daigo. Hij verliest zijn functie als 'Minister van Rechts' en wordt verbannen naar Kyushu.

### Oceanië
- Rond deze tijd bereiken de Maori, een groep Polynesiërs, vanaf de oostelijke Genootschapseilanden (o.a. Tahiti) in hun lange kano's Nieuw-Zeeland. Ze noemen het Aotearoa ('Land van de lange witte wolk').

### Meso-Amerika
- Rond deze tijd vestigen de Tolteken, een nomadisch Indianen volk, zich in de Vallei van Mexico. De stad Tula wordt na de val van Teotihuacán de nieuwe hoofdstad. (waarschijnlijke datum)

## Geboren
- Wigfried, aartsbisschop van Keulen (overleden 953)

## Overleden
- 18 februari - Thabit ibn Qurra (65), Aramees astronoom en wiskundige
- 10 november - Adelheid van Parijs (48), echtgenote van Lodewijk de Stamelaar